# Туризм в Республике Алтай
Туризм в Республике Алтай является одной из основных отраслей экономики региона, а также важным источником дохода. Ежегодно на Алтай приезжает более 2 млн туристов. Среди видов отдыха наибольший популярностью пользуются рафтинг (востребован у 45% туристов, экологические и культурно-познавательные путешествия и экскурсии (28%), экстремальные аттракционы (15%), пешие и конные походы (4%).

## История
Активное освоение территории Республики Алтай в качестве объекта для рекреации началось во второй половине XX века. В 1970—1980-х годах было построено несколько гостиничных комплексов и баз отдыха, которые положили начало организованному профсоюзному туризму. Тогда же получил развитие конный, пеший и водный туризм с организацией плановых маршрутов — многие смогли заниматься активной рекреацией без специальной спортивной подготовки. В послеперестроечный период начался этап вложения частных инвестиций в развитие туристической отрасли Республики Алтай. Появилось большое количество кемпингов, баз, гостиниц, ориентированных на различные сегменты отдыхающих. Начал активно развиваться лечебно-оздоровительный, познавательный, экологический, фестивальный и сельский туризм. 
Большинство туристических объектов инфраструктуры расположено вдоль Чуйского тракта, который является главной транспортной артерией региона.
В 2014 году объем услуг в сфере туризма в Республике Алатай в сравнении с другими приграничными регионами РФ оставался низким. С 2014 по 2019 наблюдается двукратный рост туристического потока.

## Туристические центры
Наиболее посещаемыми являются Чемальский район (35% туристов), Турочакский район (Телецкое озеро, 24%) и Майминский район (13%).

### Майминский район

Вход в Большую Тавдинскую пещеру

Тавдинские пещеры находятся на территории Алтайского края
На территории Майминского района, расположенного на севере Республики Алтай, имеется несколько турбаз и баз отдыха, а также многочисленные места для самодеятельного туризма, в особенности по берегам рек. Район очень популярен среди отдыхающих благодаря близкому расположению к границе с Алтайским краем, относительно хорошо развитой транспортной сетью, и инфраструктурой.
Туристы совершают экскурсии к памятнику В. Я. Шишкову (на 116 км Чуйского тракта), на Манжерокское озеро, на минеральный источник Аржан-Суу, к Тавдинским пещерам. В селе Соузга находится археологическая достопримечательность — городище Соузга.

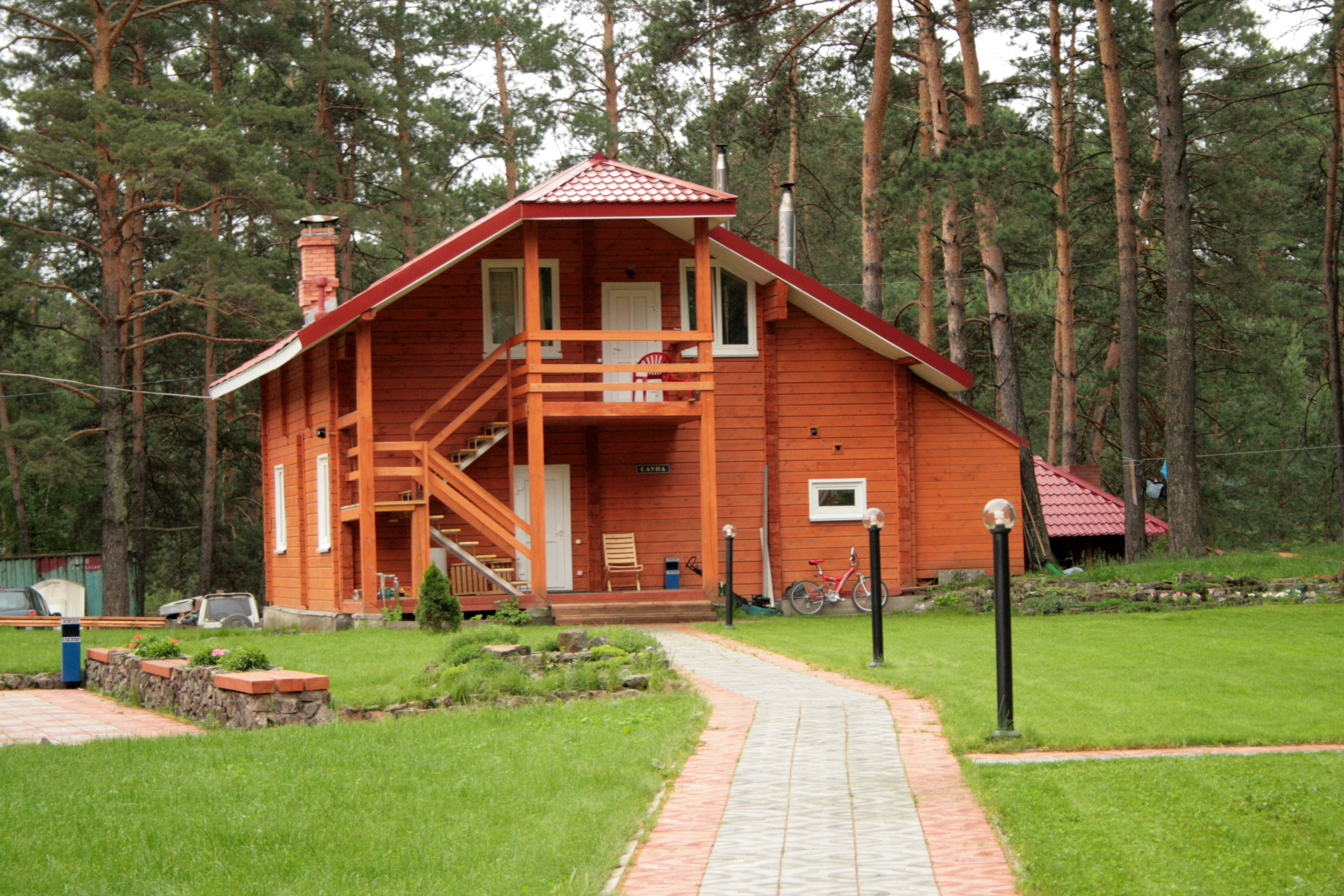
Один из корпусов парк-отеля «Манжерок»

Наиболее популярные и крупные туристические комплексы: «Царская охота», «Корона Катуни», «Киви-Лодж», «Манжерок» — всего около 40 объектов. Во время сезона здесь трудоустроено более 600 человек, кроме того, местное население получает доходы от продажи продуктов питания со своего подсобного хозяйства и оказания услуг туристам..

### Чемальский район

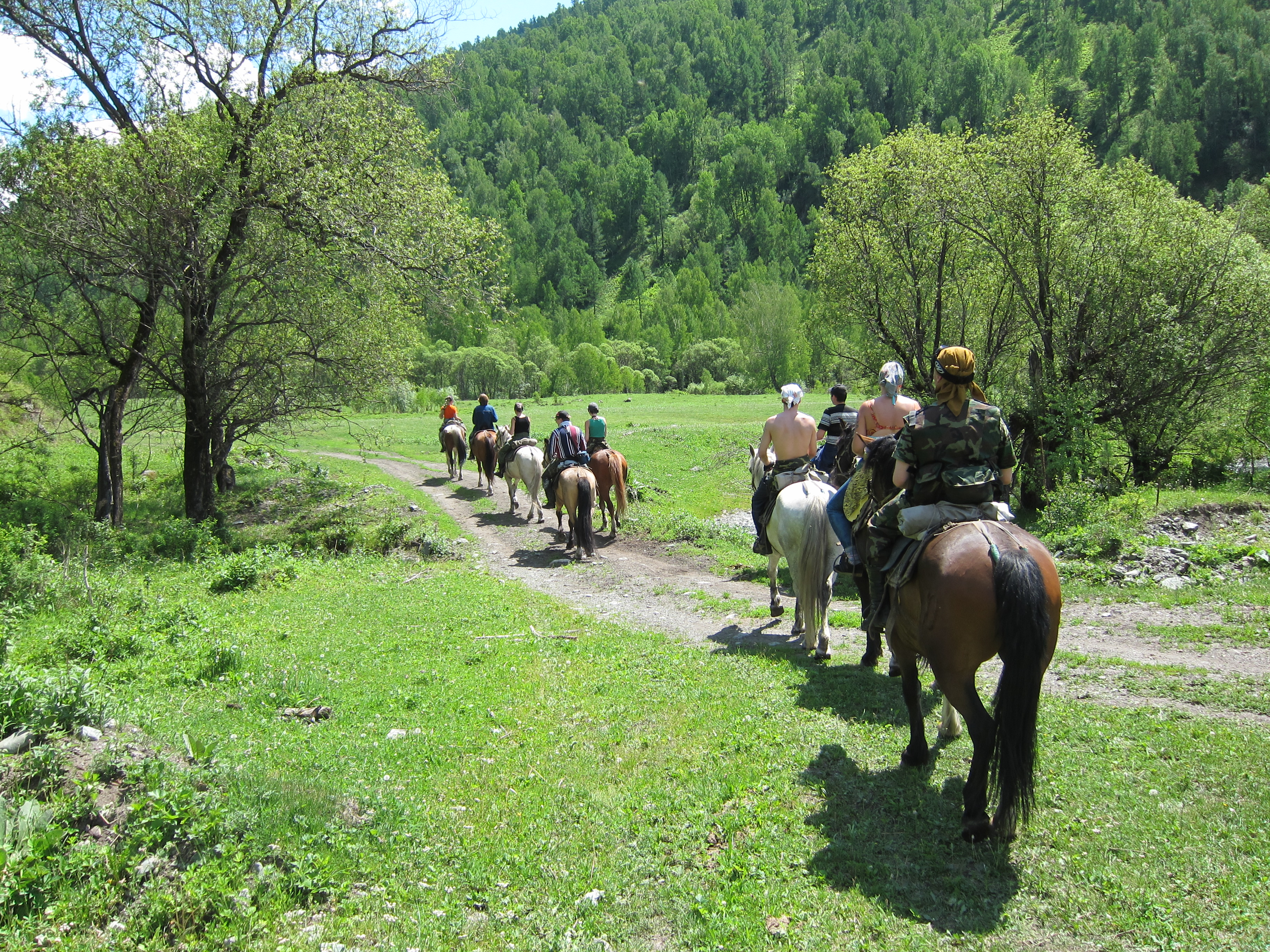
Конный туризм в долине реки Эдиган

В туристском плане, район Чемала является наиболее освоенным на Алтае, благодаря своей доступности, благоприятными климатическими условиями, а также ландшафту и культурно-историческим объектам с высокой степенью привлекательности. Основные виды рекреации: активный отдых, фестивальный, спортивный и сельский туризм.
Наиболее крупные туристические учреждения Чемальского района: «Катунь», «Рафт-Премьер», «Ареда-1», «Ареда-2», всего около 40 баз и кемпингов, которые ежегодно посещают около 200 тыс. человек. Жители многих сёл района обеспечивают санатории и турбазы продуктами питания, занимаются изготовлением сувенирной продукции, содержат лошадей, которых летом сдают в аренду базам отдыха или непосредственно в прокат туристам.

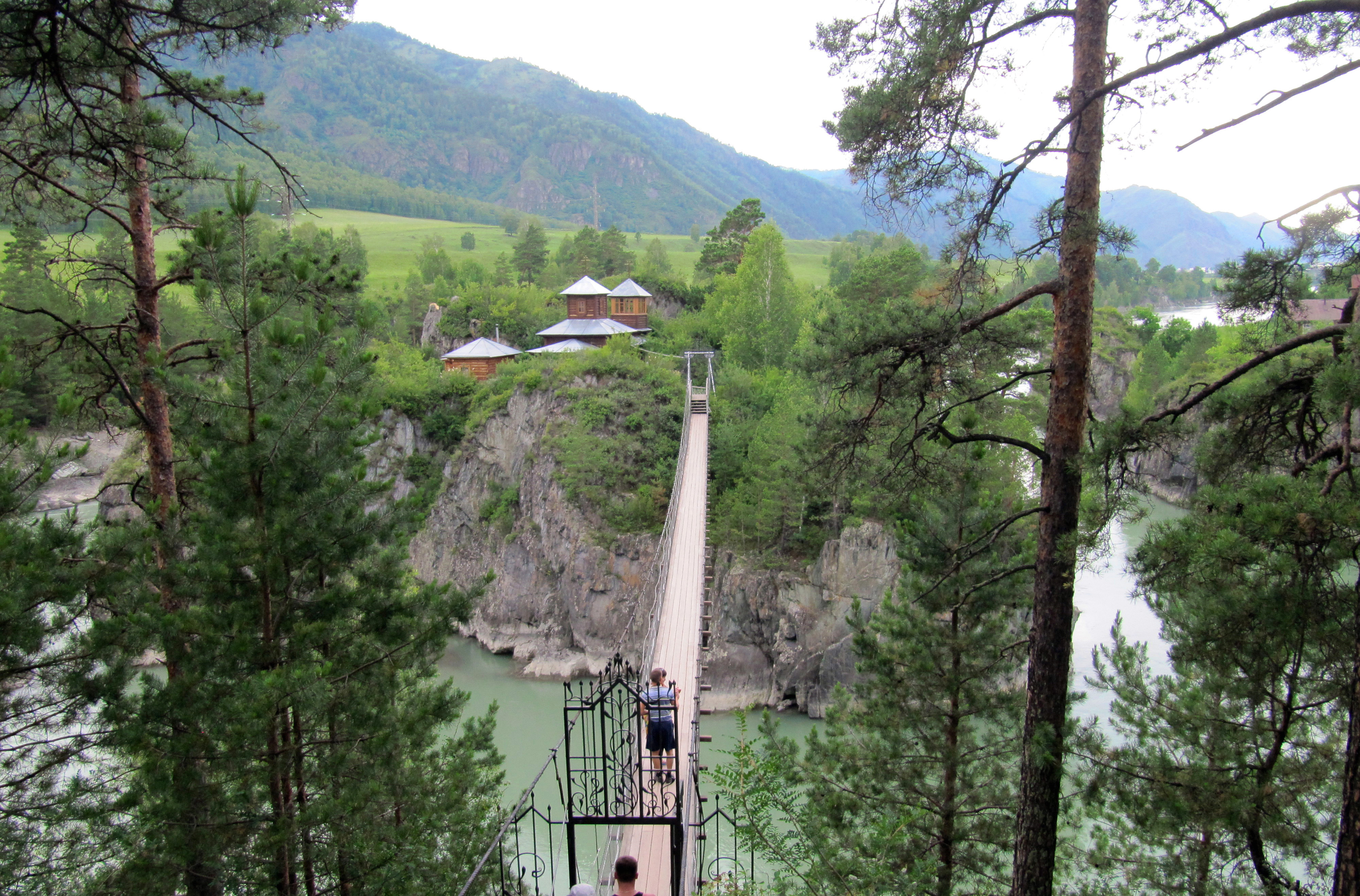
Подвесной мост, ведущий на остров Патмос 2011

В селе Чемал имеются несколько популярных историко-культурных достопримечательностей — женский скит Иоанна Богослова барнаульского Знаменского монастыря, расположенный на скале-острове посреди Катуни, а также Чемальская ГЭС, одна из первых гидроэлектростанций в регионе, построенная в 1935 году силами заключенных.
Летом 2015 года в Чемальском районе открылся музей естественной истории «Палеопарк», на территории которого находится парк археологических реконструкций.

### Чойский район
Несмотря на то что в Чойском районе нет значительных природных достопримечательностей и развитой туристской инфраструктуры, здесь активно развивается экологический туризм с приёмом отдыхающих в сельских домах, питанием и экскурсиями. Туристам, посещающим район, местные жители могут предложить отдых в виде охоты на крупного и мелкого зверя, рыбалкой в горных реках. В Красную книгу особо охраняемых объектов Республики Алтай внесена большая Каракокшинская пещера, расположенная в скальном известняковом массиве северного макросклона хребта Иолго. Также, популярны у отдыхающих озёра Угульские и Уймень.

### Турочакский район

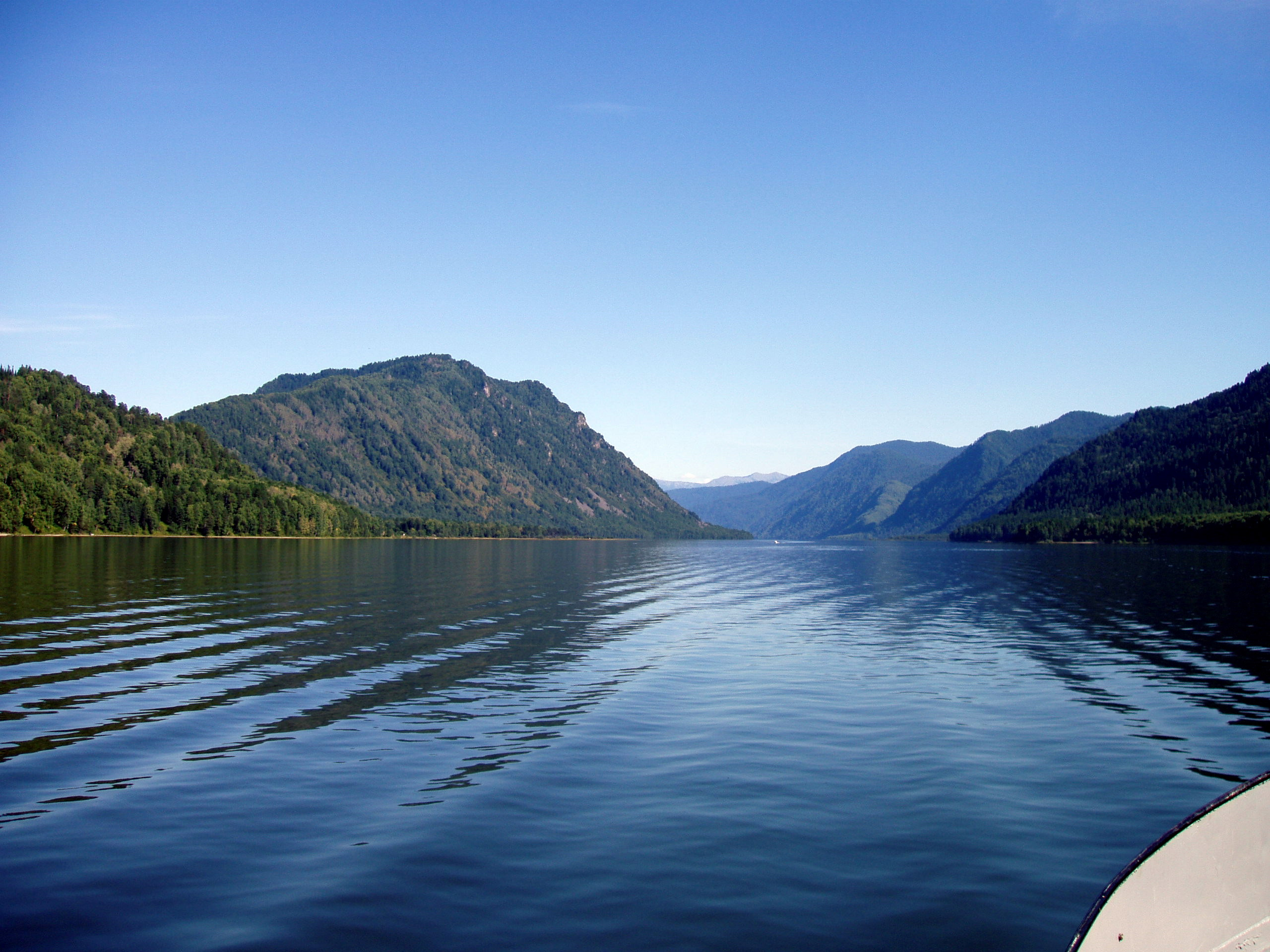
Телецкое озеро

Главной достопримечательностью Турочакского района является Телецкое озеро. На его берегу, в особенности рядом с поселениями Иогач и Артыбаш, сосредоточена основная часть туристской инфраструктуры района - базы и кемпинги, а также Телецкий горнолыжный курорт, расположившийся на горе Кокуя в 5 км от Иогача. В окрестностях озера предусмотрено несколько туристских маршрутов, не требующих специальной спортивной подготовки, в том числе восхождение на гору Тилан-Туу, радиальные экскурсии, поездка к заливу Каменный на водопад Корбу. На территории Турочакского района также располагается северная часть одного из самых больших и старых в России заповедников — Алтайского. Благодаря своим размерам и местоположению, территория заповедника представляет собой уникальный природный комплекс в центре Азии, сочетающий в себе горную тайгу, альпийские луга, высокогорную тундру и степи. Большая высота местности и высокая влажность приводят к формированию современного оледенения. Главный узел оледенения — хребет Шапшальский, на его склонах насчитывается 58 ледников.
Крупнейшие туристические базы района: «Озеро Телецкое», «Эдем», «Золотое озеро», «Старый замок». Кроме того, здесь имеется большое количество гостевых домов и частных усадьб, которые сдаются в аренду туристам.

### Онгудайский район
Туристская инфраструктура, по сравнению с другими районами, тут достаточно хорошо развита, ввиду высокого рекреационного потенциала территории. Здесь насчитывается около 140 озёр, есть реки с водопадами, родниковые и минеральные источники, археологические памятники, курганов, каменные изваяния, петроглиф.И часть туристов следуют транзитом в Улаганский, Усть-Коксинский и Кош-Агачский районы, посещая достопримечательности района.
Основное направление туристской отрасли в районе — спортивный, экологический, «зелёный»  туризм. Здесь функционируют природно-хозяйственные парки «Чуй-Оозы» и «Аргут», этно-природный парк «Уч-Энмек», являющиеся особо-охраняемыми природными территориями Республики Алтай. На их базе проводятся экологические туры и экскурсии, предоставляются услуги по размещению.
Центр спортивного туризма района — Семинский перевал (высота 1717 м), где находится учебно-тренировочный центр подготовки олимпийского резерва России.
В начале мая на реке Чуя проходят соревнования по водно-туристскому многоборью «Чуя-ралли».

### Улаганский район
От Чуйского тракта из села Чибит начинаются маршруты по Северо-Чуйскому хребту в массиве Шавлинских озёр и долины Маашей. Большой популярностью среди туристов пользуется долина реки Чулышман от перевала Кату-Ярык до южного берега Телецкого озера.
Интерес вызывает урочище Пазырык и яркая культура, отражающая быт древнего населения Горного Алтая близ села Балыктуюль. Пазырыкские курганы относятся к археологической культуре железного века (VI—III вв. до н. э.). Вечная мерзлота способствовала сохранению в курганах многочисленных изделий из дерева и кожи, шерстяных и шелковых тканей, меховой одежды и забальзамированных тел людей и трупов лошадей.

### Кош-Агачский район
Туризм в районе определяется наличием Чуйского тракта, соединяющего Россию и Монголию и горных хребтов, расположенных вдоль тракта на территории района — Северо-Чуйского хребта и Курайской степи, плата Ёштык-Кёль и плоскогорья Укок — с юга, Курайского хребта — с севера.
Село Курай — туристские автомобильные ворота Северо-Чуйского хребта на Чуйском тракте, село Кош-Агач — воздушные ворота юга Горного Алтая.
Центральную часть района занимает высокогорная межгорная котловина Чуйская степь. Сухой климат и высота более 1800 метров  над уровнем моря определяют особенности пейзажа, растительного и животного мира. Альпийские экосистемы здесь соседствуют с аридными. Контрастные формы ландшафтов привлекают фотографов, но в то же время отдаленность района позволяет осуществлять путешествия и походы с минимальным количеством контактов с другими туристами

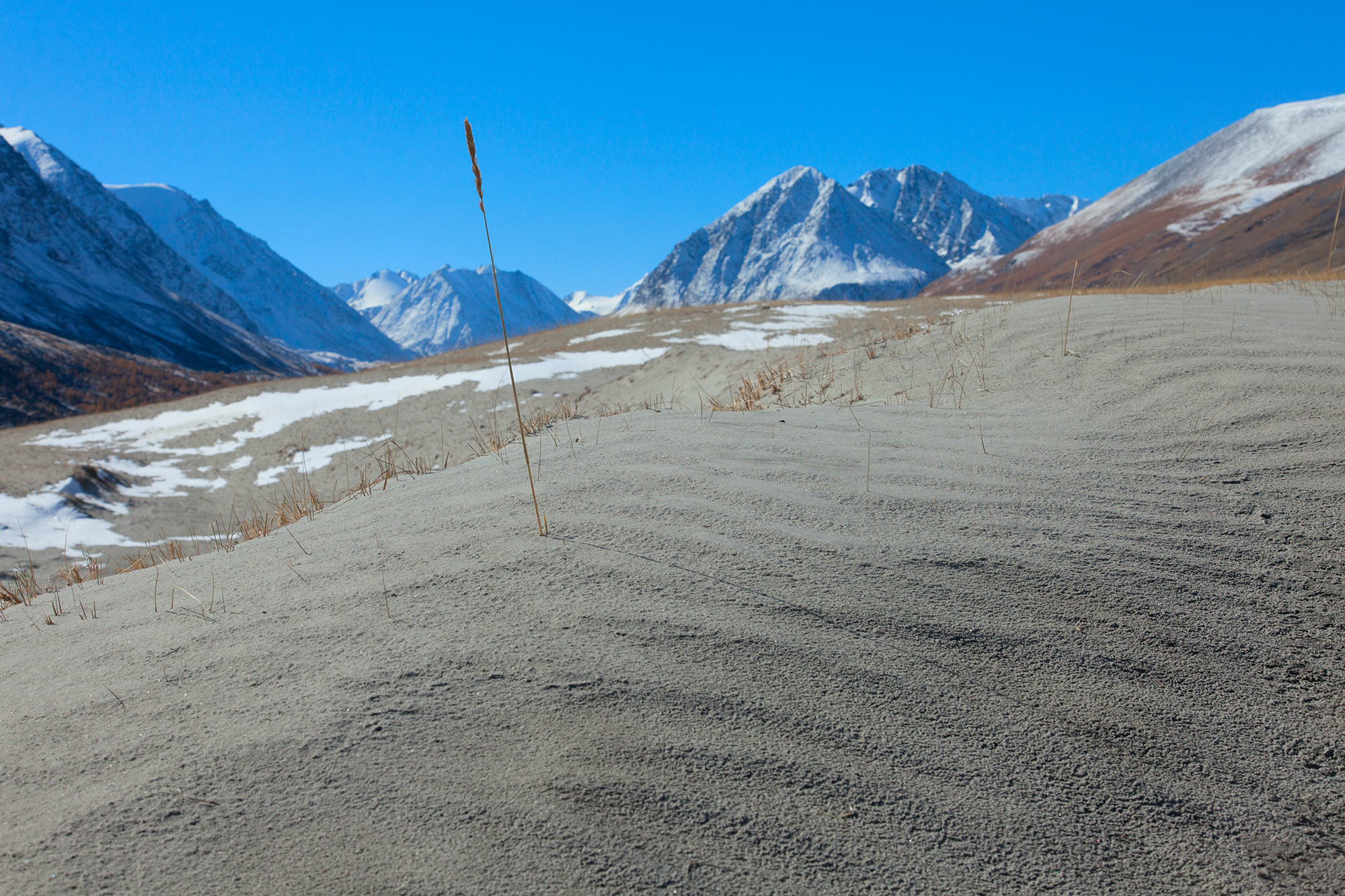
Долина реки Аккол
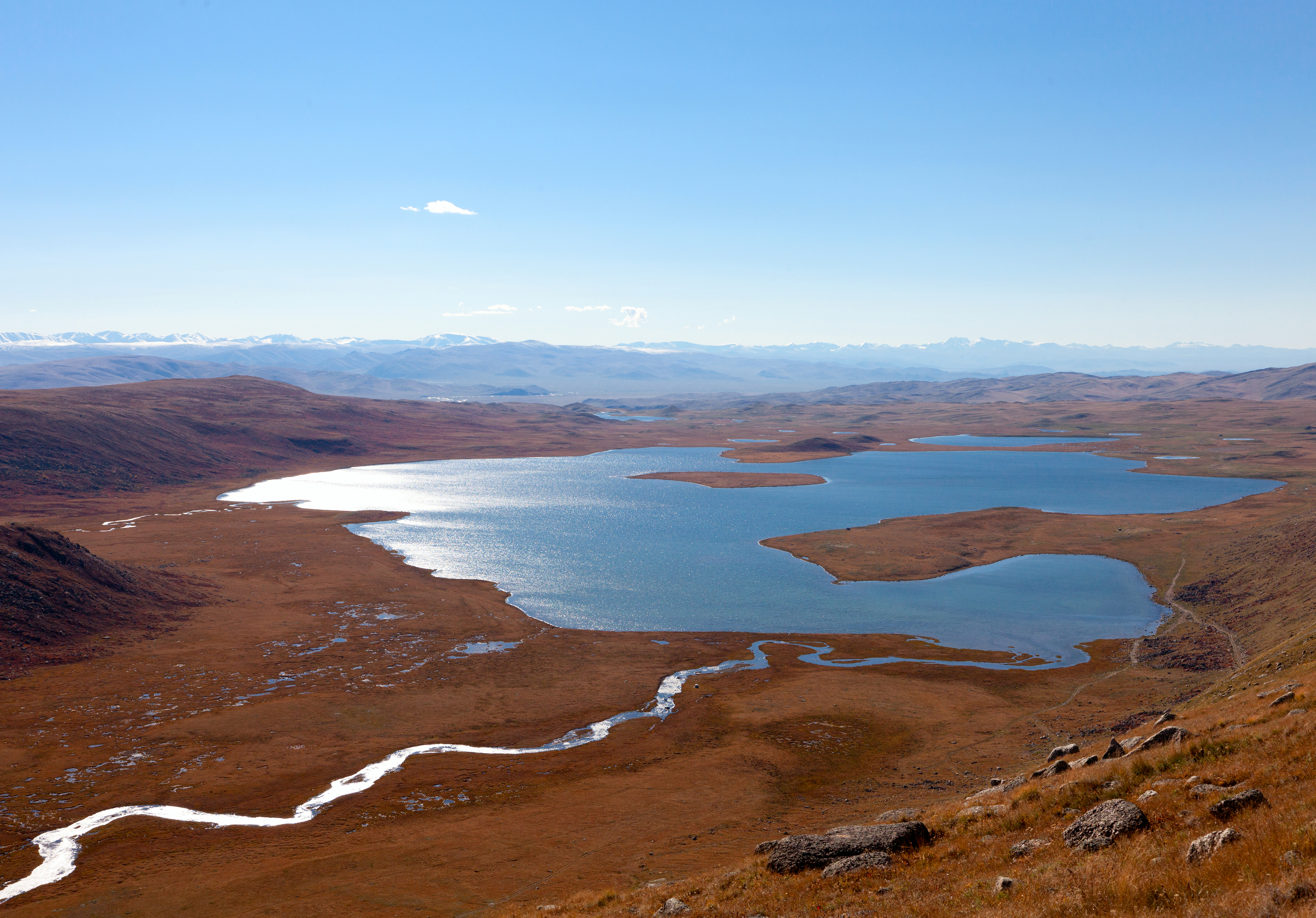
Озеро Киндыктикуль
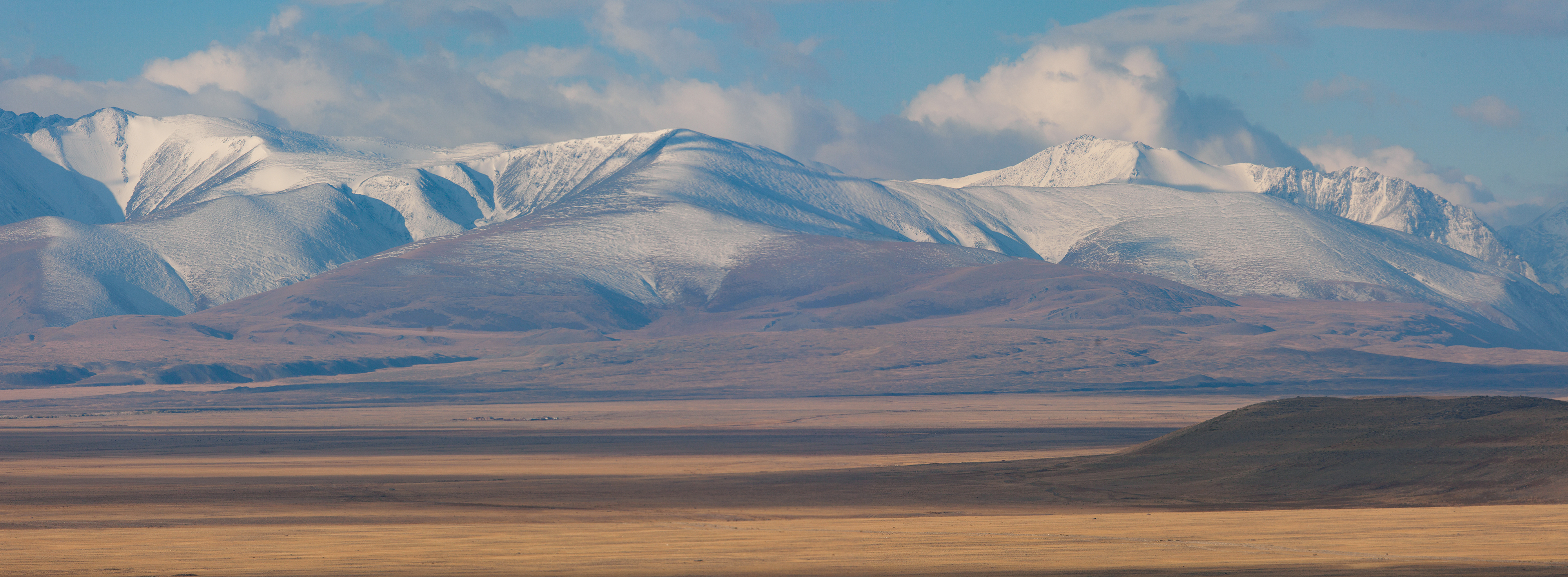
Южно-Чуйский хребет
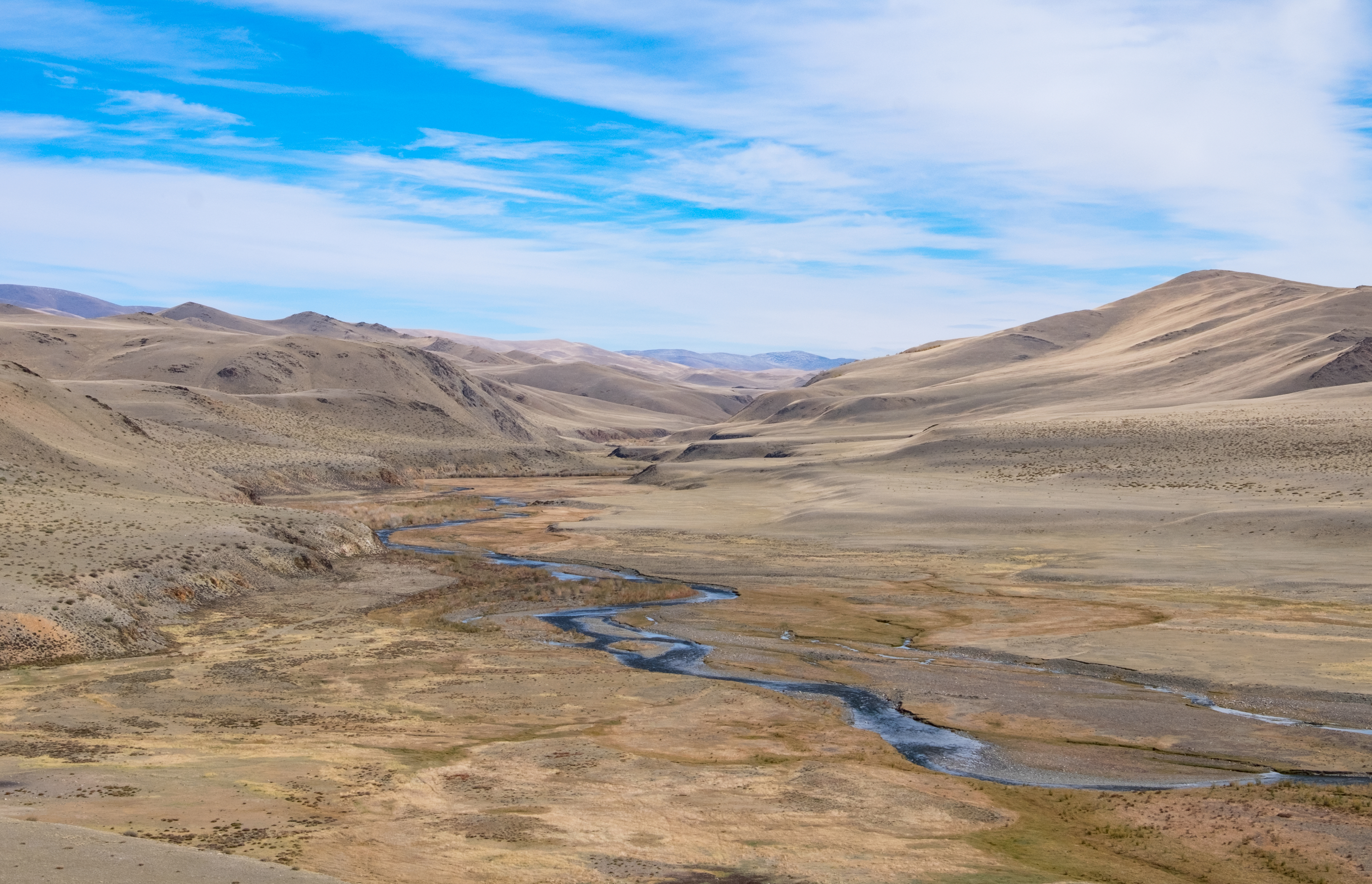
Река Боро-Бургазы
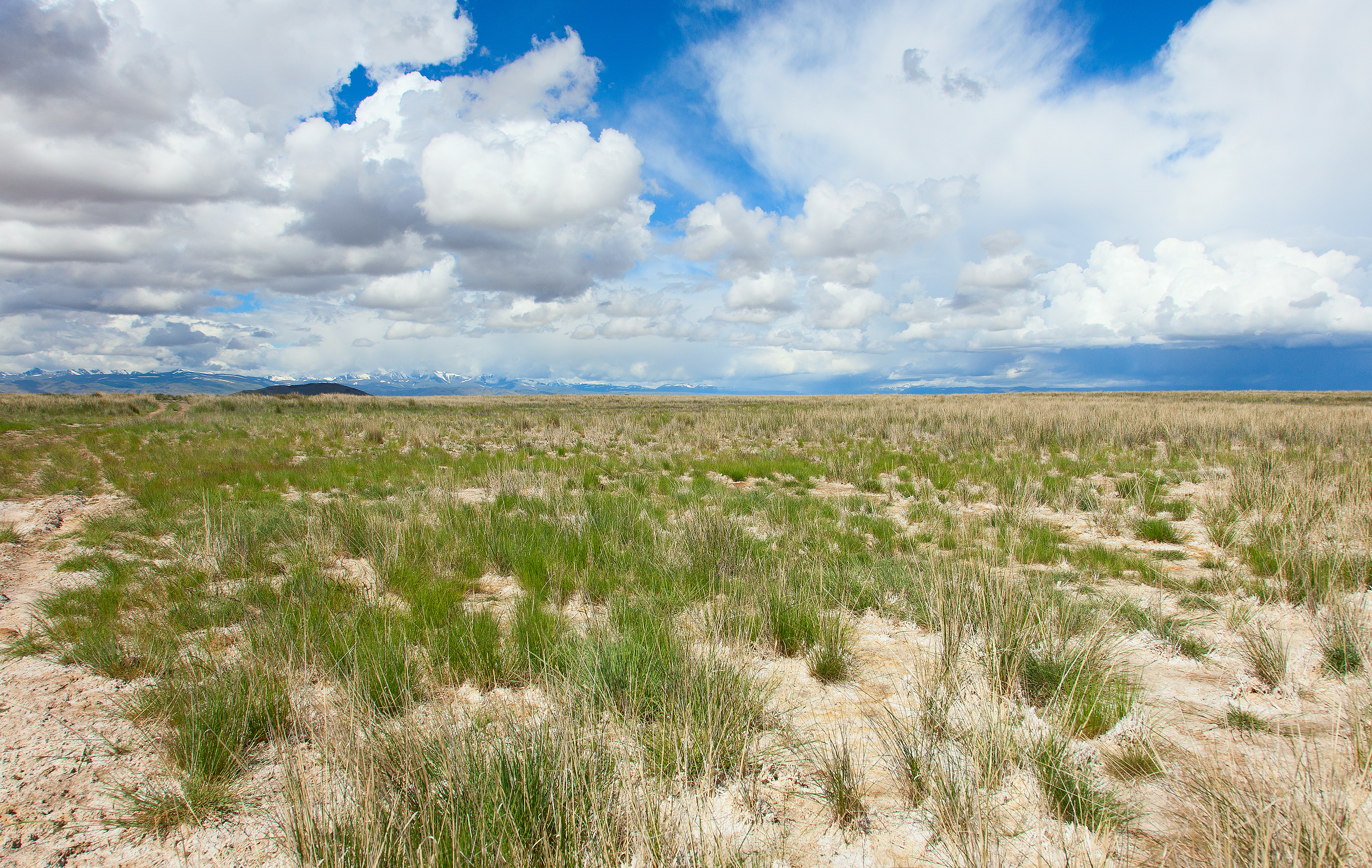
Чуйская степь
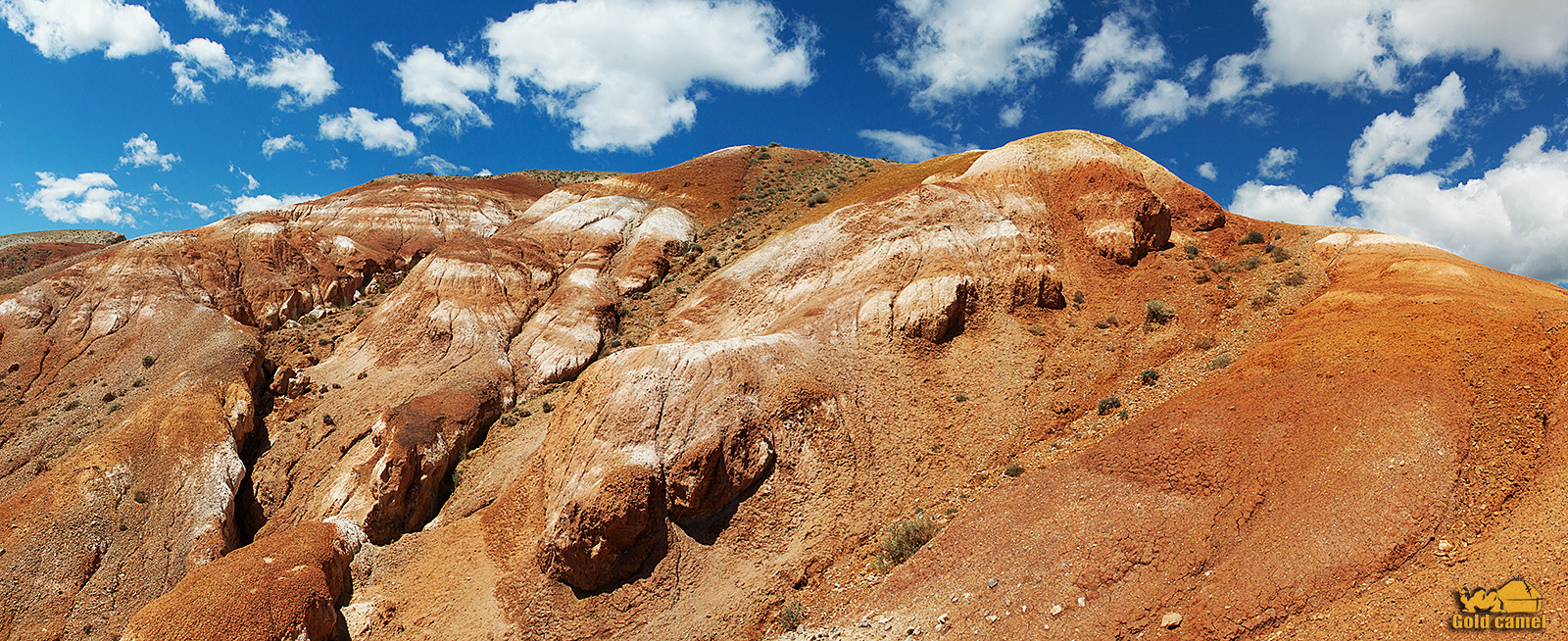
Марсианские пейзажи Кызылчин
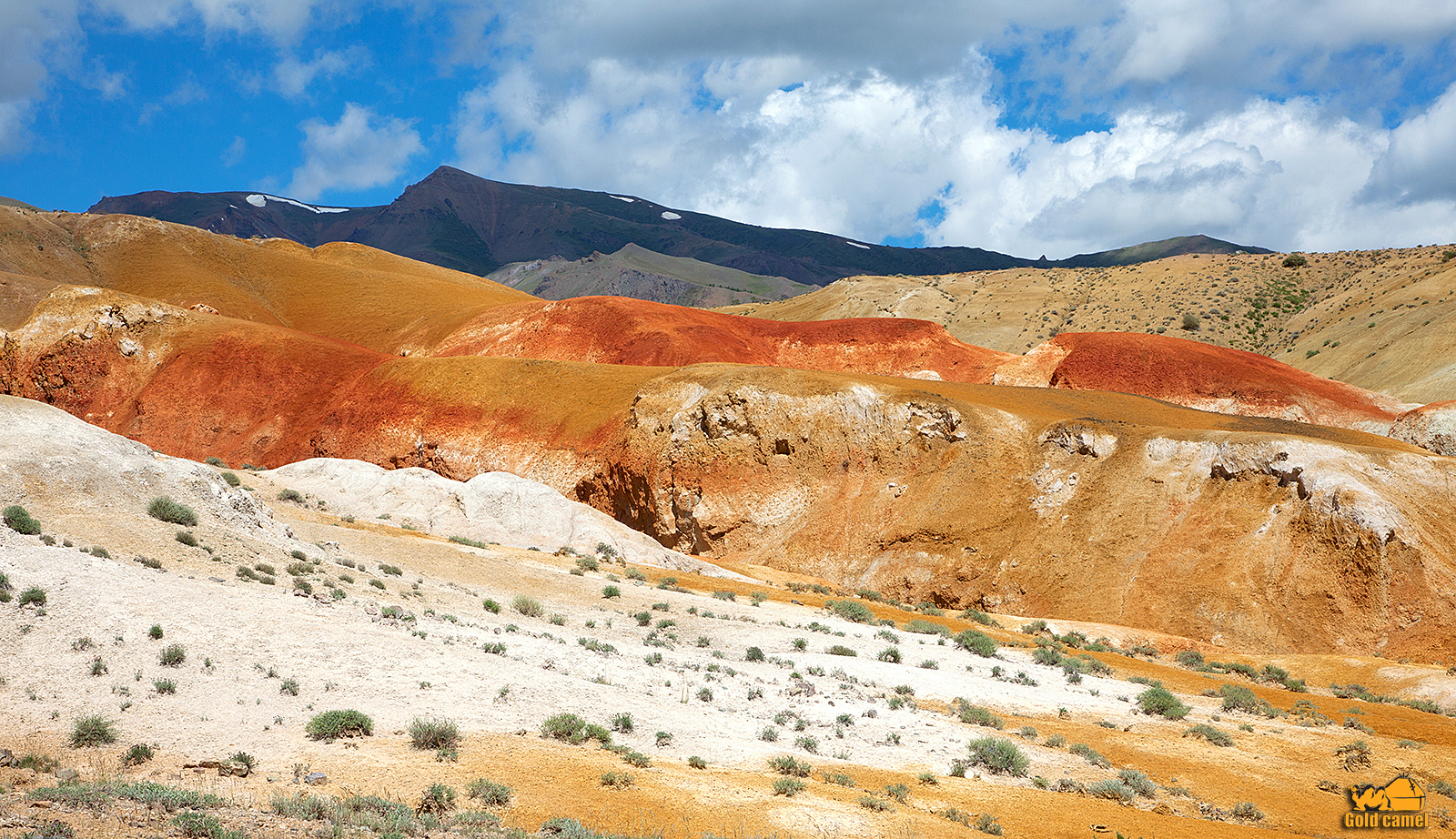
Кызылчин

Туристская инфраструктура в селе Курай: магазины, гостиница для туристов в селе на 30-40 человек, наличие собственного автомобильного и таксомоторного транспорта повышенной проходимости для организации заброски групп в горные ущелья Актру. На входе в ущелье расположена перевалочная база Актру, где также возможно размещение участников и перевозка туристов по труднодоступной дороге ущелья (9 км) до турбазы Актру.
Кроме разнообразных ландшафтных зон в плане туристических объектов в Кош-Агачском районе стоит обратить внимание на археологические объекты, как то: курганы, керексуры, Петроглифы, тюркские Балбалы, а также и другие памятники Археологии и истории.
В районе регулярно проводятся праздники включающие в себя народные гулянья, этнические номера, скачки и соревнования по национальной борьбе Куреш. В 2014 году, в целях развития туризма и национальной культуры, был проведен фестиваль беркутиной охоты Беркут - Крылья Чуйской Степи (недоступная ссылка).

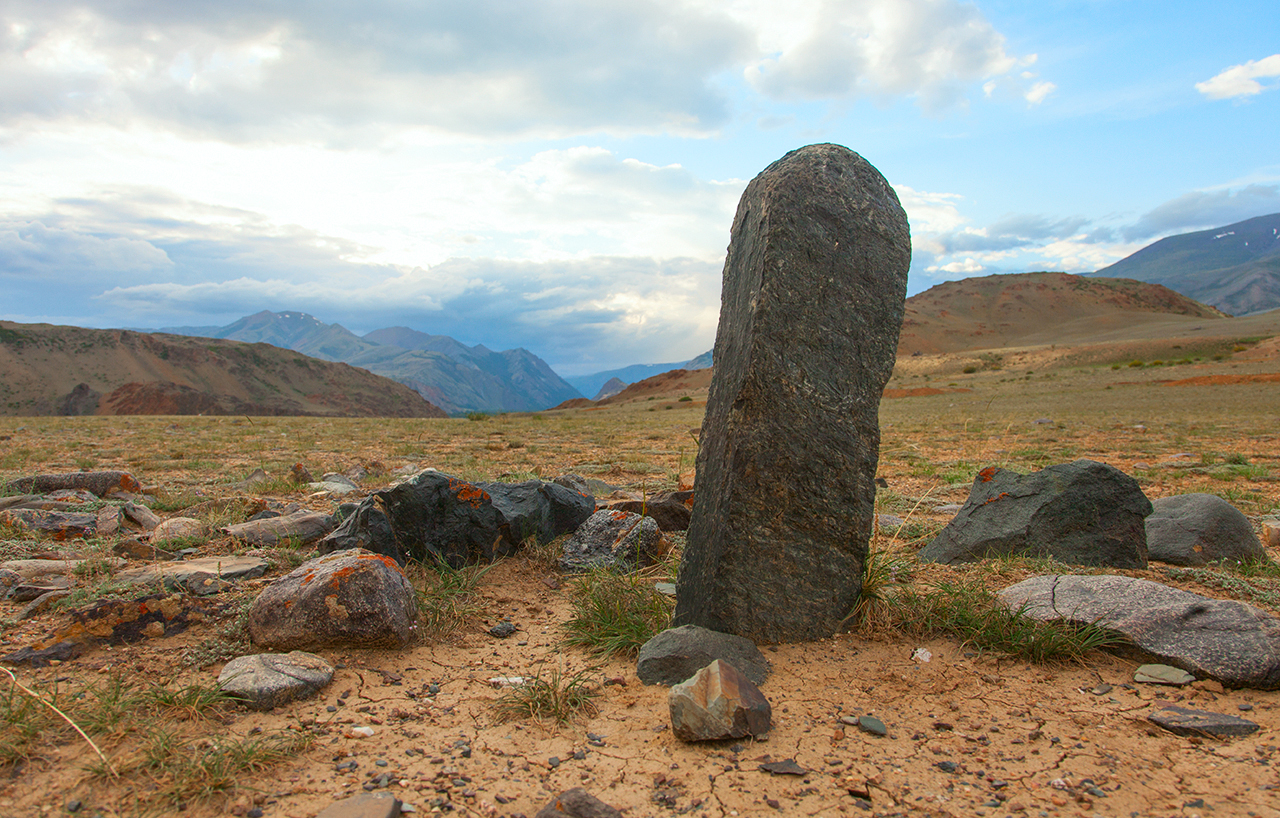
Тюркский балбал
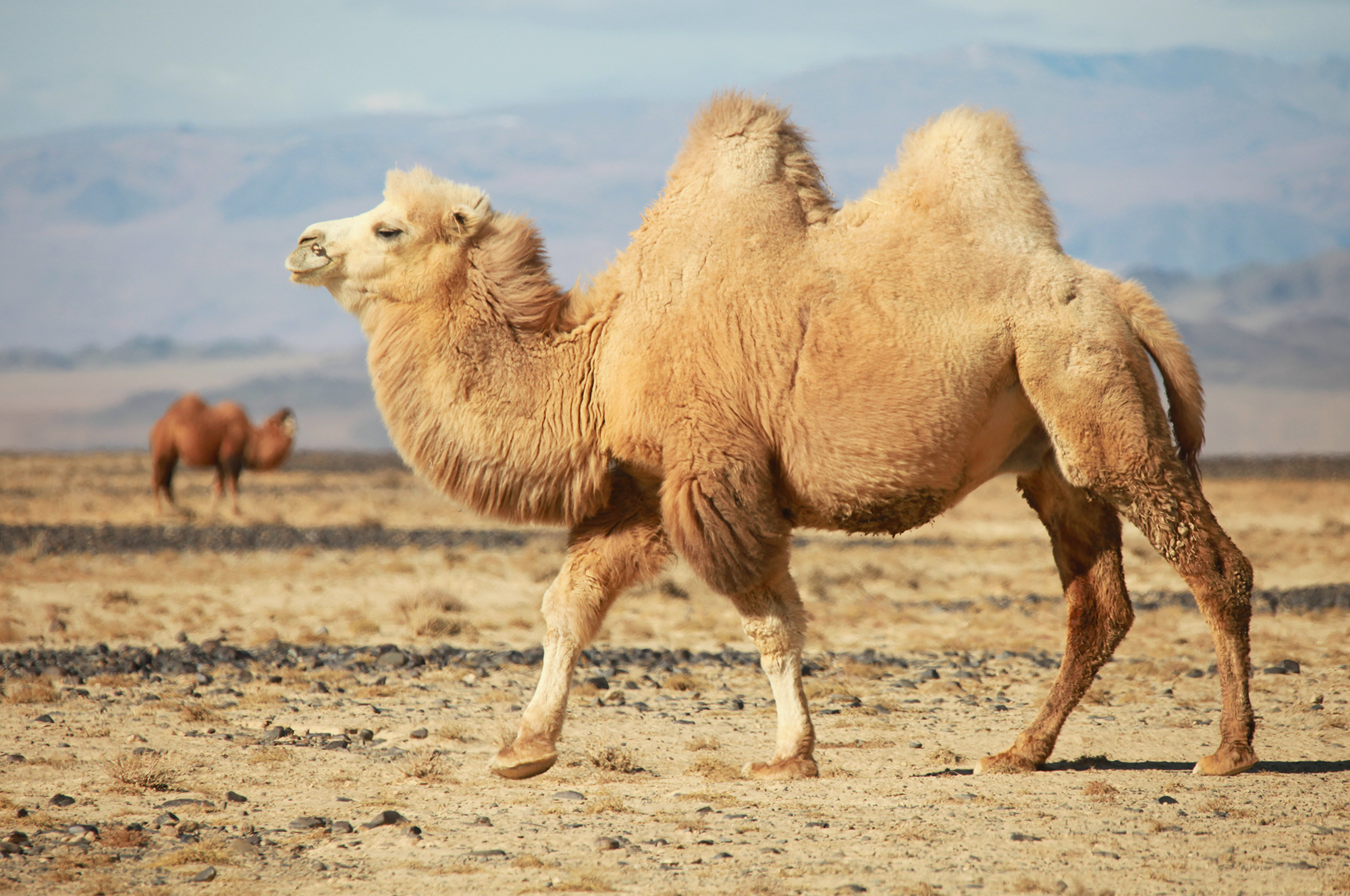
Верблюд в Чуйской степи
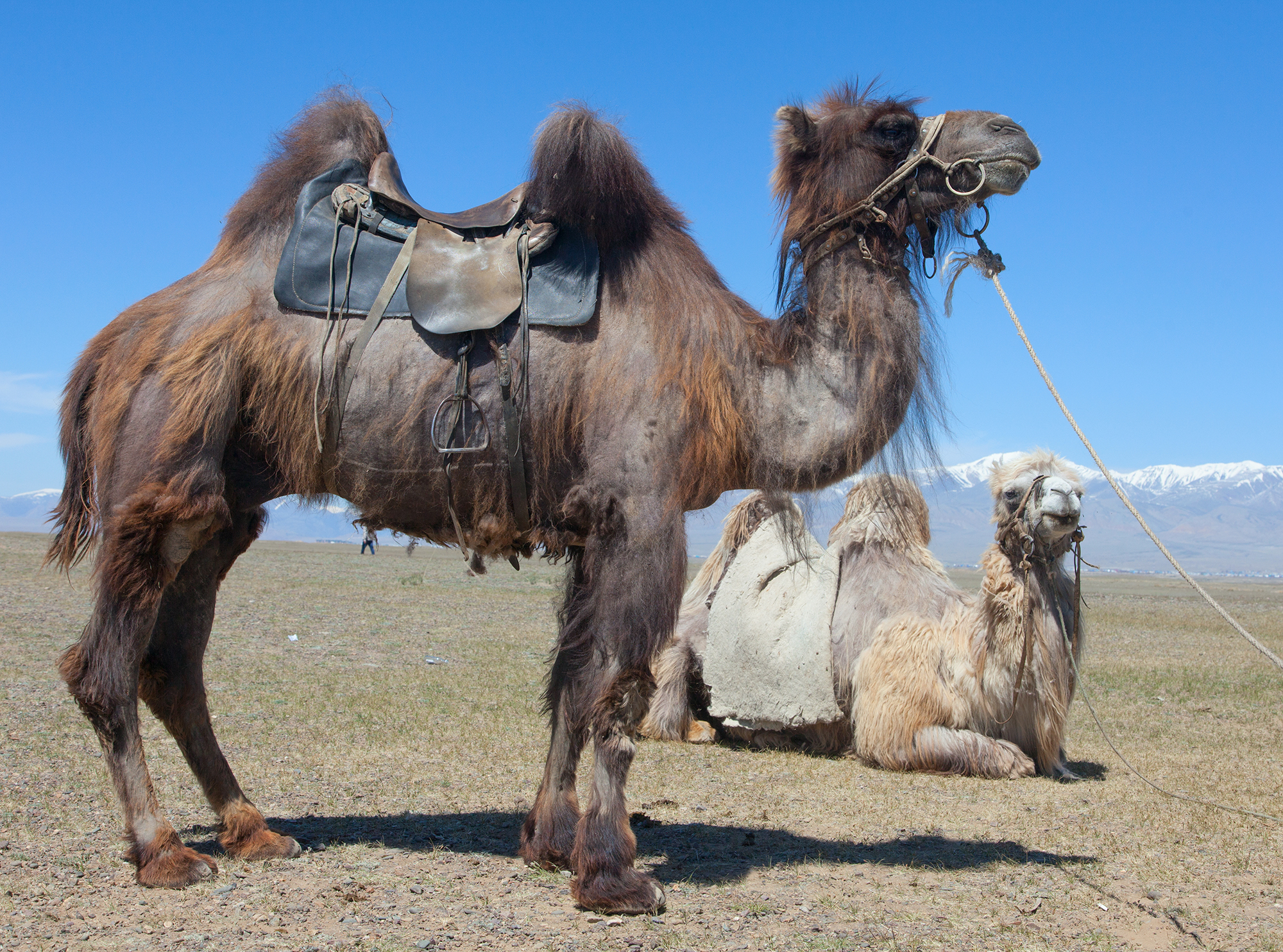
На сельском празднике
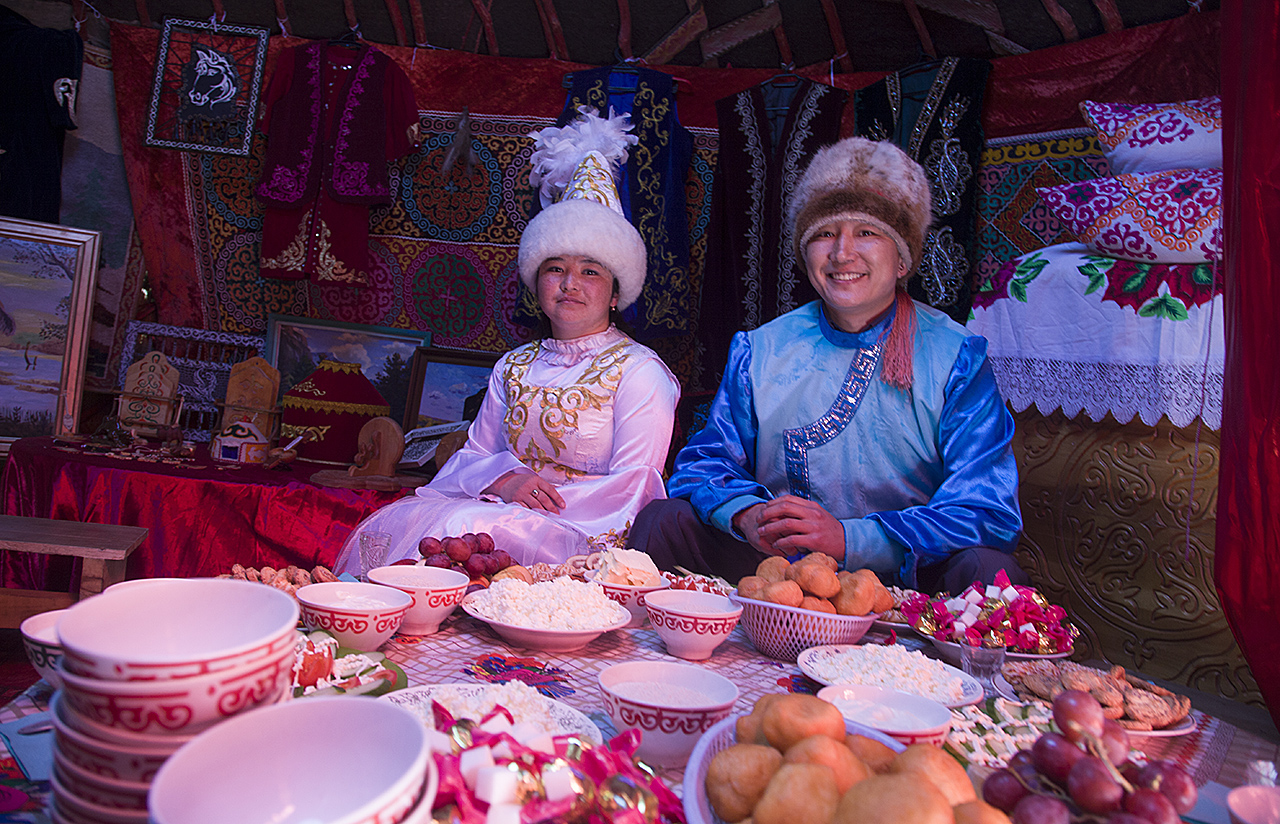
Праздничная юрта
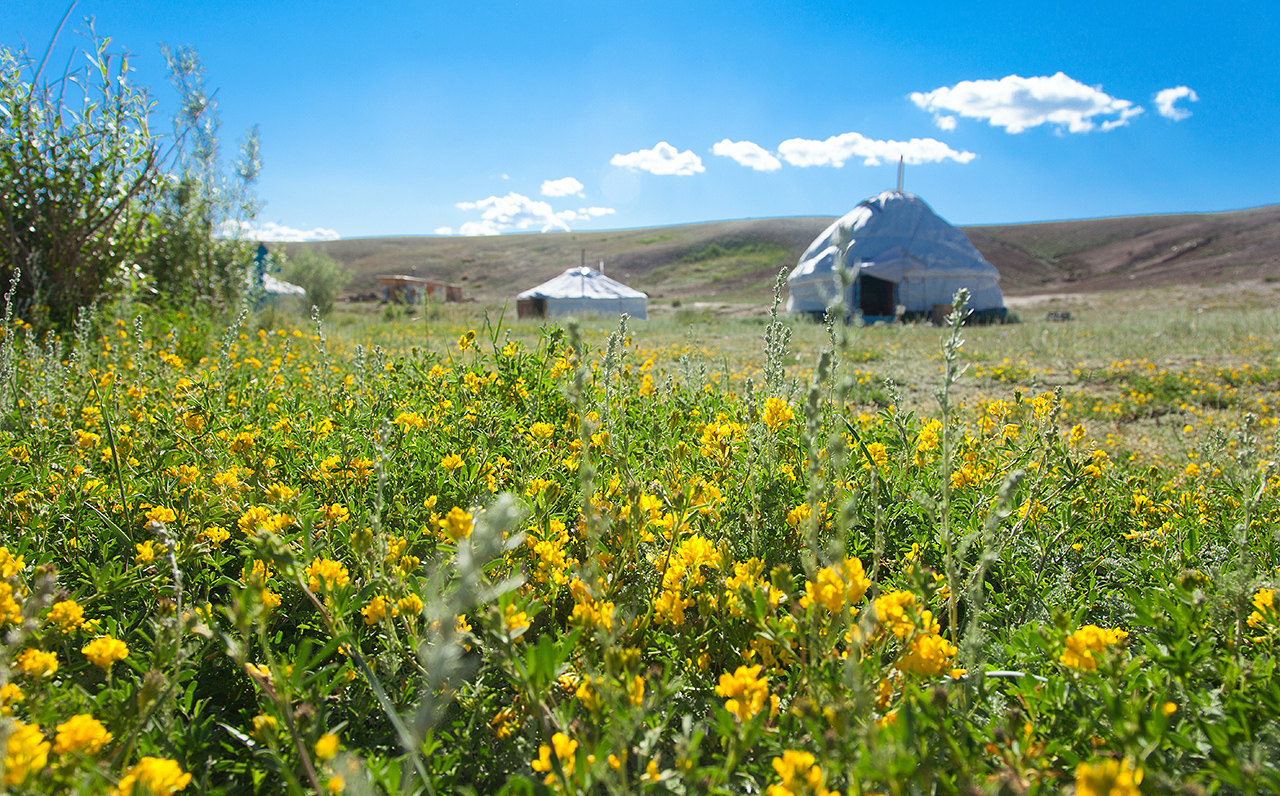
Кемпинг Тыдтуярык
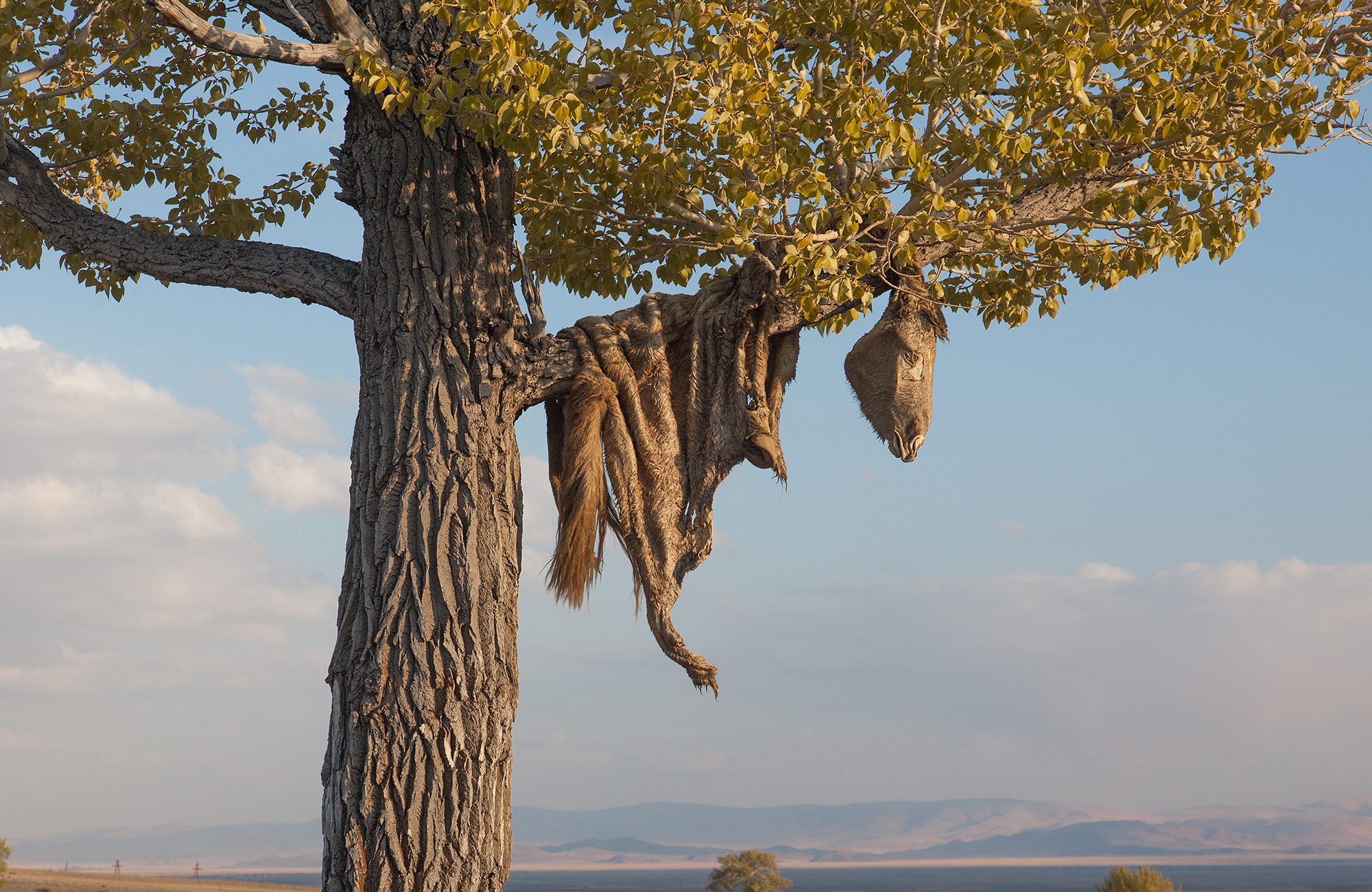
Шаманский обряд
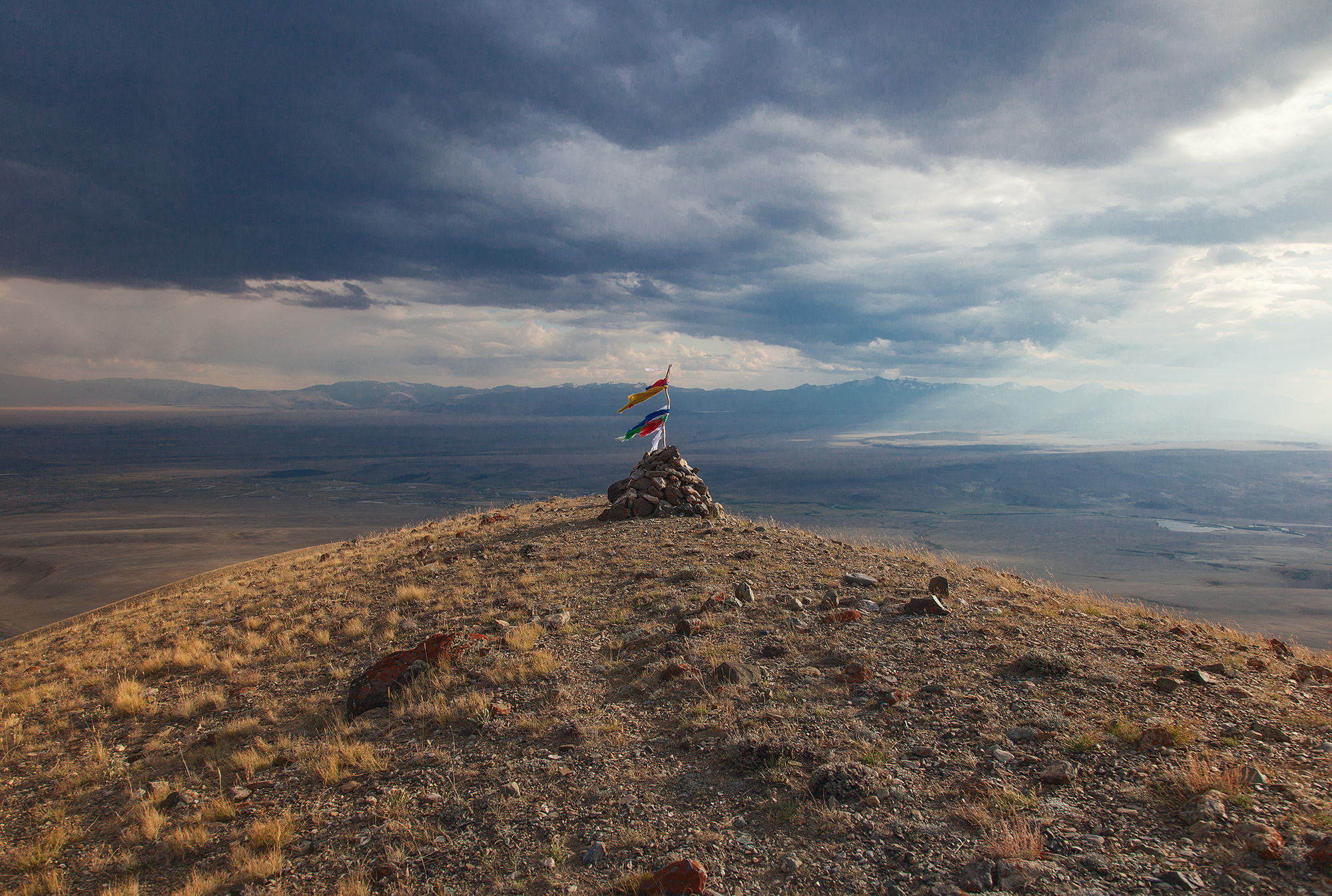
Обоо над Чуей
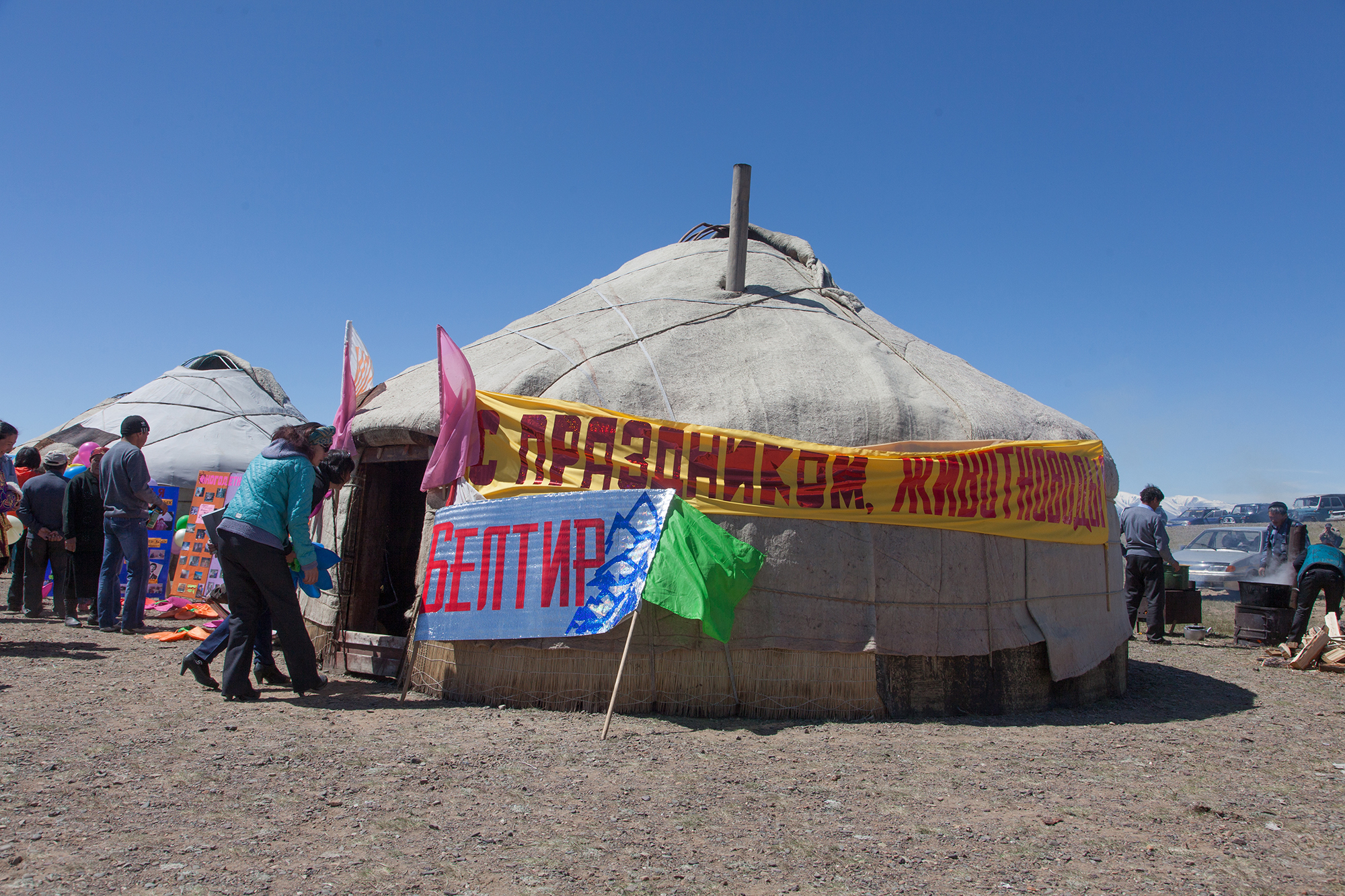
Праздник в Чуйской степи
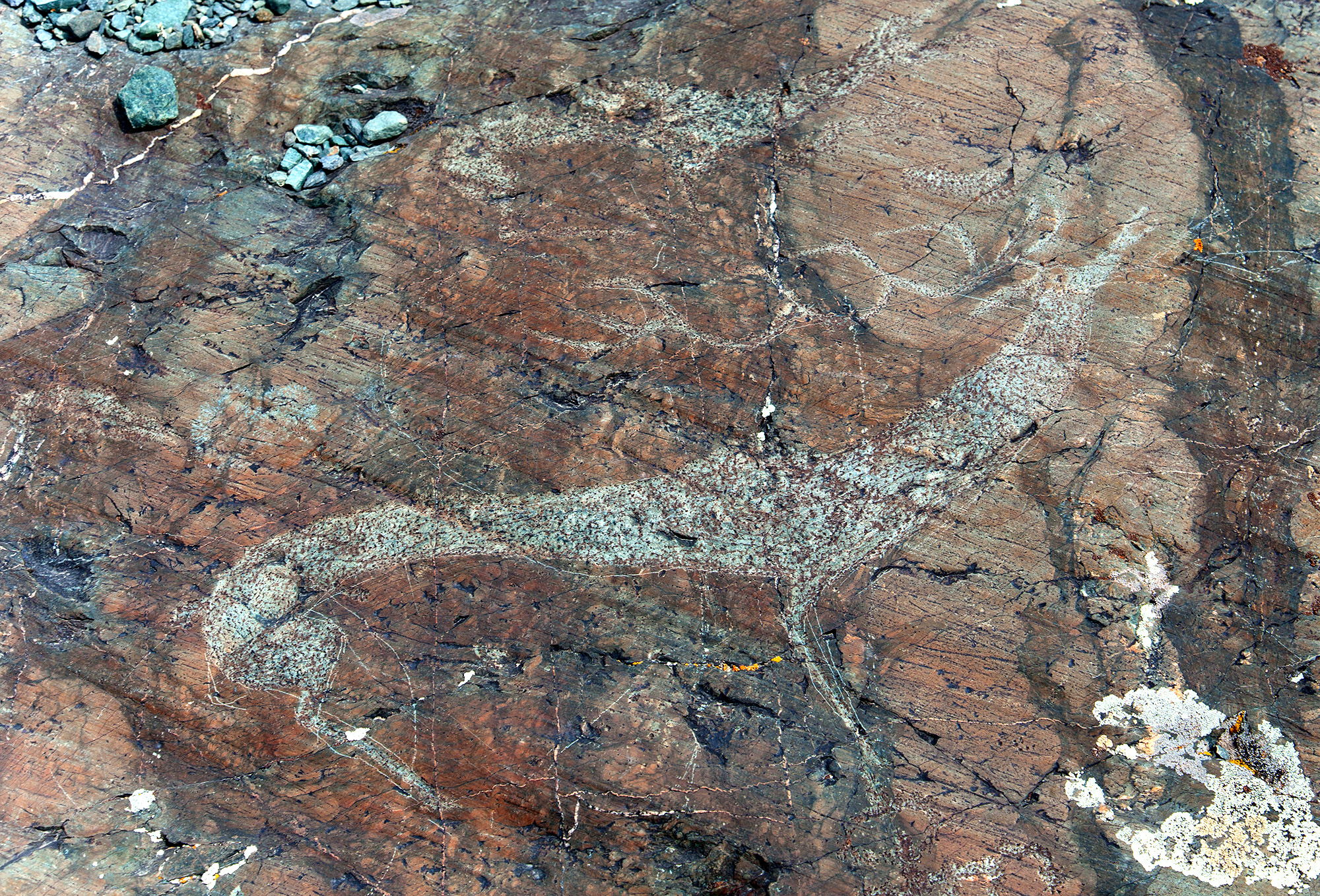
Скифский петроглиф
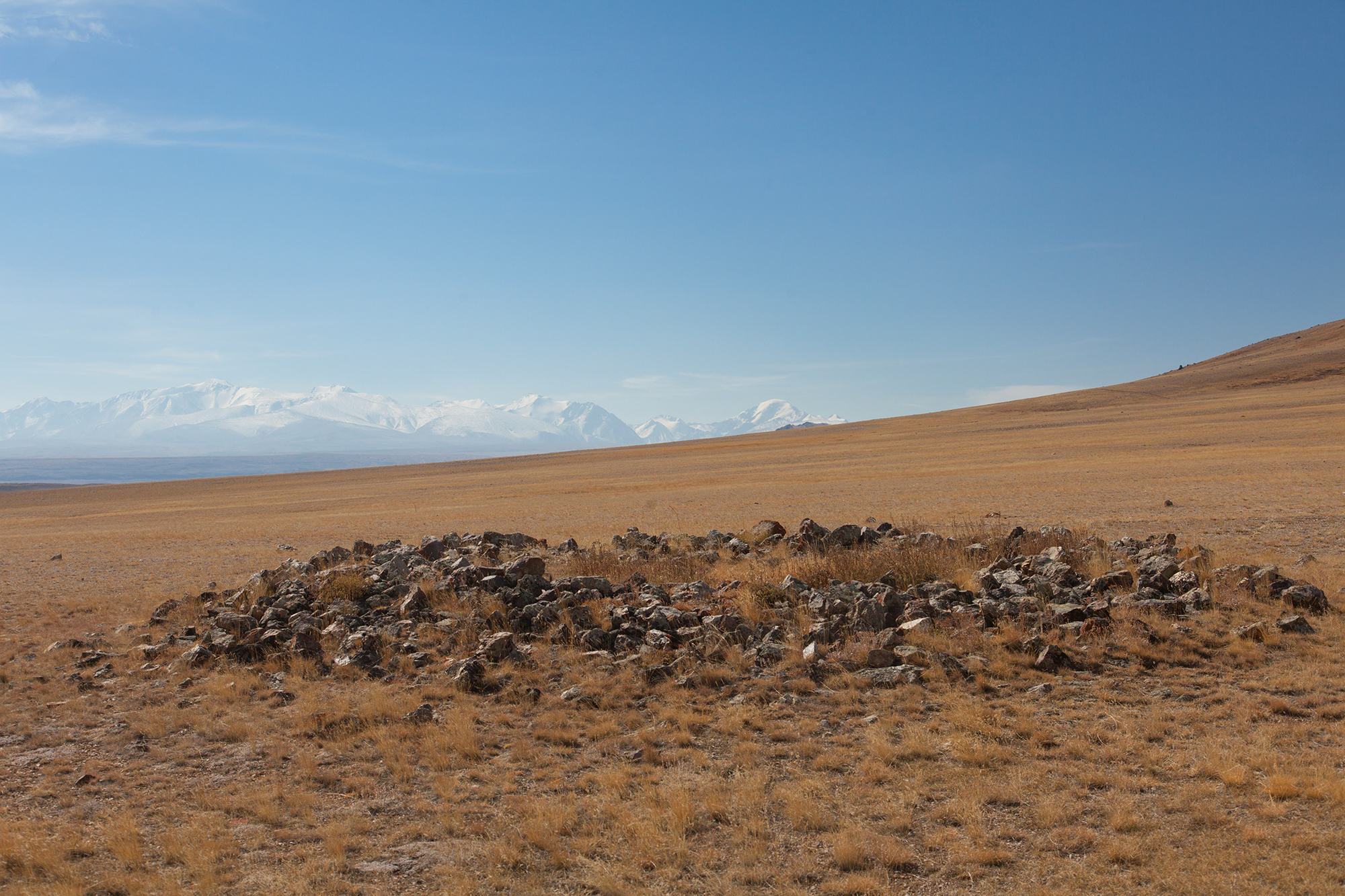
Курган в Чуйской степи

### Шебалинский район
Горно-Алтайский ботанический сад в  селе Камлак.